# Преобразование кривизны
Преобразование кривизны — отображение {\displaystyle R(X,\;Y)} пространства векторных полей на многообразии {\displaystyle M}, линейно зависящее от пары векторных полей {\displaystyle X} и {\displaystyle Y} на {\displaystyle M}, задаваемое формулой:
{\displaystyle R(X,\;Y)Z=\nabla _{X}\nabla _{Y}Z-\nabla _{Y}\nabla _{X}Z-\nabla _{[X,\;Y]}Z,}
где {\displaystyle \nabla } — ковариантная     производная, а {\displaystyle [*,\;*]} — скобки Ли.